# Ibrahim Sekagya
Ibrahim Sekagya   (Kampala, 19 de desembre de 1980) és un exfutbolista ugandès de la dècada de 2000.
Inicià la seva carrera a Kampala City Council abans de moure's a l'Argentina per jugar a Atlético de Rafaela, Ferro Carril Oeste i Arsenal de Sarandí. Posteriorment jugà a Red Bull Salzburg i New York Red Bulls.
Fou internacional amb la selecció de futbol d'Uganda.
L'any 2015 es convertí en entrenador assistent al New York Red Bulls II.